# Держись, Чарли!: Это Рождество
«Держись, Чарли! Это рождество!» (англ. Good Luck Charlie, It's Christmas!) — американская кинокомедия, снятая по мотивам комедийного телесериала «Держись, Чарли!» (2010). Премьера фильма состоялась 2 декабря 2011 года на канале Disney Channel. Премьера фильма в России состоялась 6 января 2013 года канале Дисней.

## Сюжет
Данканы отправляются в путешествие из своего родного дома в Денвере в Палм-Спрингс, где живут родители Эми. В самолёте сообщают, что самолёт перегружен и Тедди вызывается добровольцем, а Эми, волнуясь за дочь, отправляется с ней. Так Пи-Джей, Гейб, Боб и малышка Чарли отправляются в Палм-Спрингс без них. Как и обещала компания, она выдала бесплатный билет только для Тедди, а Эми осталась без него. Пришлось прибегнуть к силе. В конце концов их выгнали и они решили, что доберутся до Палм-Спрингс самостоятельно. Тедди с матерью проехали на велосипедах, машине XX века, в автобусе и добрались до Лас-Вегаса. Там крадут их вещи и деньги, и Тедди решает подзаработать песнями под сочельник. У неё ничего не выходит, в игру вступает Эми. Заработав деньги и отыскав свои вещи, им удаётся добраться до кафе на дороге. А тем временем, чтобы помочь жене и дочери, Боб и мальчики берут машину и отправляются за ними. По дороге они попадают в ловушку к «игроманам» той игры, которую обожает Гейб. Им удаётся победить всех врагов и добраться до Тедди и Эми. К этому времени приезжают родители Эми, и Петунья (мать Эми) нашла ту самую звезду. Все закончилось хорошо: как и хотели, семья Данкан отметила Рождество в семейном кругу. И в конце, Эми и Боб сообщают прекрасную новость: в семье появится ещё один Данкан.

## В ролях
- Тедди — Бриджит Мендлер
- Эми — Ли-Эллин Бейкер
- Гейб — Брэдли Стивен Перри
- Чарли — Миа Талерико
- Петунья — Дебра Монк
- Хэнк — Майкл Кэган[англ.]
- Боб — Эрик Аллан Крамер
- Пи Джей — Джейсон Долли

## Релизы
| Страна                                                                              | Канал                                   | Премьера          | Оригинальное названия                                            | Ссылка |
| ----------------------------------------------------------------------------------- | --------------------------------------- | ----------------- | ---------------------------------------------------------------- | ------ |
| Аргентина · Чили · Колумбия · Эквадор · Мексика · Перу · Уругвай · Венесуэла        | Disney Channel Latin America            | Декабрь 4, 2011   | ¡Buena Suerte, Charlie! ¡Es Navidad!                             | [ 3 ]  |
| Австралия                                                                           | Disney Channel (Australia)              | December 16, 2011 | Good Luck Charlie, It’s Christmas!                               | [ 2 ]  |
| Бельгия · Нидерланды                                                                | Disney Channel (Netherlands & Flanders) | Декабрь 23, 2011  | Good Luck Charlie: The Road Trip Movie                           | [ 4 ]  |
| Бразилия                                                                            | Disney Channel (Brazil)                 | Декабрь 4, 2011   | Boa Sorte, Charlie, É Natal!                                     | [ 5 ]  |
| Бруней · Камбоджа · Индонезия · Малайзия · Филиппины · Сингапур · Таиланд · Вьетнам | Disney Channel Asia                     | Декабрь 24, 2011  | Good Luck Charlie, It’s Christmas!                               | [ 6 ]  |
| Болгария                                                                            | Disney Channel (Bulgaria)               | Декабрь 17, 2011  | Късмет Чарли! — Филмът                                           | [ 7 ]  |
| Венгрия                                                                             | Disney Channel (Hungary)                | Декабрь 17, 2011  | Sok sikert Charlie: A nagy utazás                                | [ 7 ]  |
| Канада                                                                              | Family                                  | Декабрь 2, 2011   | Good Luck Charlie, It’s Christmas!                               | [ 8 ]  |
| Италия                                                                              | Disney Channel (Italy)                  | Декабрь 23, 2011  | Buona fortuna Charlie — Road Trip Movie                          | [ 9 ]  |
| Португалия                                                                          | Disney Channel (Portugal)               | Декабрь 16, 2011  | Boa Sorte Charlie, Viagem fora de série                          | [ 10 ] |
| Румыния                                                                             | Disney Channel (Romania)                | Декабрь 17, 2011  | Baftă, Charlie! Călătoria                                        | [ 11 ] |
| Россия                                                                              | Канал Disney                            | Январь 6, 2013    | Держись, Чарли!: Это Рождество!                                  | [ 12 ] |
| Испания                                                                             | Disney Channel (Spain)                  | Декабрь 16, 2011  | ¡Buena suerte, Charlie! Un Viaje de Película                     | [ 13 ] |
| Турция                                                                              | Disney Channel (Turkey)                 | Декабрь 17, 2011  | İyi Şanslar Charlie, Gezi Filmi (İyi Şanslar Charlie, İşte Noel) | [ 14 ] |
| Украина                                                                             | Disney Channel (Ukraine)                | Декабрь 17, 2011  | Щасти, Чарлі: Кінощоденник подорожі!                             | [ 7 ]  |
| Великобритания                                                                      | Disney Channel (UK and Ireland)         | Декабрь 16, 2011  | Good Luck Charlie, The Road Trip Movie                           | [ 15 ] |
| США                                                                                 | Disney Channel                          | Декабрь 2, 2011   | Good Luck Charlie, It’s Christmas!                               | [ 2 ]  |